# Inge Berge
Inge Berge (født 19. maj 1970) er en norsk sanger, guitarist, og producent og sangskriver, mest i USA.
Han har udgivet albumene The Zerosum (2007) samt 10 True Things & A Filthy Dirty Lie (2010) og har også skrevet musik indenfor teater bl.a for Israel Horovitz.

## Diskografi
- 2007 The Zerosum
- 2010 10 True Things & A Filthy Dirty Lie